# アルゼンチン・イスラエル相互協会爆破事件
アルゼンチン・イスラエル相互協会爆破事件（アルゼンチン・イスラエルそうごきょうかいばくはじけん、スペイン語: Atentado a la AMIA）は、1994年7月18日、ブエノスアイレスのアルゼンチン・イスラエル相互協会（es:Asociación Mutual Israelita Argentina; AMIA）本部ビルが爆破された事件である。午前9時53分に発生、85人が死亡、200人以上が負傷した。
同国では、1992年3月17日、死者29人、負傷者242人を出したイスラエル大使館爆破事件が起こっている。
2013年、事件の解決に向けたアルゼンチン・イラン二国間覚書をアルゼンチンのクリスティーナ・フェルナンデス・デ・キルチネル大統領とイランが締結したが、後にこれはイランの関与を隠蔽した疑惑で追及されることになった。